# Ретро (парк)
Парк «Ре́тро» (каз. «Ретро» паркі) — парк культуры и отдыха в городе Актобе (Казахстан).
В 2006 году медиа-группой «РИКА» (телеканал «РИКА ТВ», газета «Эврика») было приобретено здание Дома культуры железнодорожников (построен в 1928 году) около железнодорожного вокзала Актобе, а прилегающий парк был арендован на 49 лет. В парке были проложены дорожки из асфальта, оборудованы детские площадки и скамейки. На территории парка расположены тир, столы для настольного тенниса, батуты, аттракционы, качели и «комната смеха».
Каждую субботу в парке играет духовой оркестр, в нём проводятся различные мероприятия и праздники.

Наши старики по злачным местам не ходят. Некуда идти и мамам с детьми. Парк мы назвали «Ретро», и каждым субботним вечером здесь играет духовой оркестр.
— Наталья Бандровская, руководитель медиа-группы «РИКА»